# Baza
Baza er en by og kommune i det sydøstlige Spanien i provinsen Granada. Den har et indbyggertal på 20.562 (2024) indbyggere.